# Sambenedettese Calcio 1992-1993
Questa pagina raccoglie le informazioni riguardanti la Sambenedettese Calcio nelle competizioni ufficiali della stagione 1992-1993.

## Rosa
| N. |                   | Ruolo | Calciatore                |
| -- | ----------------- | ----- | ------------------------- |
|    | Italia (bandiera) | P     | Marco Antonini            |
|    | Italia (bandiera) | D     | Marco Bignone             |
|    | Italia (bandiera) | D     | Giovan Battista Casimirri |
|    | Italia (bandiera) | D     | Mirko Cudini              |
|    | Italia (bandiera) | A     | Alessandro Damiani        |
|    | Italia (bandiera) | A     | Giuseppe De Martino       |
|    | Italia (bandiera) | D     | Gian Paolo De Matteis     |
|    | Italia (bandiera) | C     | Tiziano De Patre          |
|    | Italia (bandiera) | D     | Marco De Simone           |
|    | Italia (bandiera) | A     | Dario Di Giannatale       |
|    | Italia (bandiera) | D     | Pasqualino Di Serafino    |
|    | Italia (bandiera) | A     | Giorgio Eritreo           |
|    | Italia (bandiera) | D     | Antonio Grani             |

| N. |                   | Ruolo | Calciatore       |
| -- | ----------------- | ----- | ---------------- |
|    | Italia (bandiera) | D     | Gennaro Grillo   |
|    | Italia (bandiera) | C     | Giuseppe Manari  |
|    | Italia (bandiera) | C     | Pasquale Minuti  |
|    | Italia (bandiera) | D     | Francesco Nocera |
|    | Italia (bandiera) | C     | Attilio Piccioni |
|    | Italia (bandiera) | A     | Marco Romiti     |
|    | Italia (bandiera) | D     | Nicolino Rosati  |
|    | Italia (bandiera) | C     | Fabio Soggiomo   |
|    | Italia (bandiera) | C     | Moreno Solfrini  |
|    | Italia (bandiera) | D     | Loris Stipa      |
|    | Italia (bandiera) | D     | Luigi Mignini    |
|    | Italia (bandiera) | P     | Stefano Visi     |

## Risultati

### Campionato

#### Girone di andata
| 30 agosto 1992 1ª giornata | Vis Pesaro | 0 – 1 | Sambenedettese |  |

| 6 settembre 1992 2ª giornata | Sambenedettese | 1 – 0 | Leffe |  |

| 13 settembre 1992 3ª giornata | Alessandria | 1 – 1 | Sambenedettese |  |

| 20 settembre 1992 4ª giornata | Sambenedettese | 4 – 0 | Carpi |  |

| 27 settembre 1992 5ª giornata | Triestina | 3 – 0 | Sambenedettese |  |

| 4 ottobre 1992 6ª giornata | Sambenedettese | 2 – 0 | Arezzo |  |

| 18 ottobre 1992 7ª giornata | Sambenedettese | 1 – 1 | Ravenna |  |

| 25 ottobre 1992 8ª giornata | Spezia | 0 – 0 | Sambenedettese |  |

| 1º novembre 1992 9ª giornata | Sambenedettese | 0 – 0 | Vicenza |  |

| 8 novembre 1992 10ª giornata | Massese | 4 – 0 | Sambenedettese |  |

| 15 novembre 1992 11ª giornata | Sambenedettese | 1 – 0 | Siena |  |

| 22 novembre 1992 12ª giornata | Pro Sesto | 2 – 0 | Sambenedettese |  |

| 29 novembre 1992 13ª giornata | Palazzolo | 0 – 0 | Sambenedettese |  |

| 16 dicembre 1992 14ª giornata | Sambenedettese | 0 – 0 | Chievo |  |

| 13 dicembre 1992 15ª giornata | Carrarese | 1 – 0 | Sambenedettese |  |

| 20 dicembre 1992 16ª giornata | Sambenedettese | 2 – 1 | Como |  |

| 27 dicembre 1992 17ª giornata | Empoli | 2 – 0 | Sambenedettese |  |

#### Girone di ritorno
| 24 gennaio 1993 18ª giornata | Sambenedettese | 2 – 2 | Vis Pesaro |  |

| 31 gennaio 1993 19ª giornata | Leffe | 2 – 0 | Sambenedettese |  |

| 7 febbraio 1993 20ª giornata | Sambenedettese | 1 – 1 | Alessandria |  |

| 14 febbraio 1993 21ª giornata | Carpi | 3 – 0 | Sambenedettese |  |

| 21 febbraio 1993 22ª giornata | Sambenedettese | 0 – 0 | Triestina |  |

| 7 marzo 1993 23ª giornata | Arezzo | 0 – 0 | Sambenedettese |  |

| 14 marzo 1993 24ª giornata | Ravenna | 1 – 0 | Sambenedettese |  |

| 21 marzo 1993 25ª giornata | Sambenedettese | 0 – 0 | Spezia |  |

| 28 marzo 1993 26ª giornata | Vicenza | 1 – 0 | Sambenedettese |  |

| 4 aprile 1993 27ª giornata | Sambenedettese | 0 – 0 | Massese |  |

| 18 aprile 1993 28ª giornata | Siena | 0 – 0 | Sambenedettese |  |

| 25 aprile 1993 29ª giornata | Sambenedettese | 2 – 0 | Pro Sesto |  |

| 2 maggio 1993 30ª giornata | Sambenedettese | 3 – 0 | Palazzolo |  |

| 9 maggio 1993 31ª giornata | Chievo | 3 – 2 | Sambenedettese |  |

| 16 maggio 1993 32ª giornata | Sambenedettese | 2 – 2 | Carrarese |  |

| 23 maggio 1993 33ª giornata | Como | 4 – 1 | Sambenedettese |  |

| 30 maggio 1993 34ª giornata | Sambenedettese | 3 – 0 | Empoli |  |